# Marc Dugowson
Marc Dugowson est un auteur de théâtre français.
Ses pièces portent notamment sur des thèmes historiques, comme Un siècle d'industrie, sur le génocide des juifs ou Des biens et des personnes sur le régime de Vichy.
Il a remporté, en 2005, le grand prix de littérature dramatique pour Dans le vif, une pièce sur la Première Guerre mondiale. Il a également remporté le prix SACD en 2008.
Il est publié par L'Avant-scène théâtre.